# Polyphylla barbata
Polyphylla barbata är en skalbaggsart som beskrevs av Mont A. Cazier 1938. Polyphylla barbata ingår i släktet Polyphylla och familjen Melolonthidae. Inga underarter finns listade i Catalogue of Life.